# Xã Florence, Quận Erie, Ohio
Xã Florence (tiếng Anh: Florence Township) là một xã thuộc quận Erie, tiểu bang Ohio, Hoa Kỳ. Năm 2010, dân số của xã này là 2.448 người.